# Løgtingswahl 2015
- Republikaner: 7
- Sozialdemokraten: 8
- Neue Selbstverwaltung: 2
- Fortschritt: 2
- Unionisten: 6
- Zentrumspartei: 2
- Volkspartei: 6

Die Løgtingswahl 2015 auf den Färöern fand am 1. September 2015 statt. Es war die 19. Parlamentswahl seit Erlangung der inneren Selbstverwaltung (heimastýri) im Jahr 1948.

## Ergebnisse der Løgtingswahl vom 1. September 2015
Klare Verlierer dieser Wahl waren die beiden großen Regierungsparteien, der unionistische Sambandsflokkurin von Ministerpräsident Kaj Leo Johannesen, der fast 6 Prozent einbüßte, sowie der konservative Koalitionspartner Fólkaflokkurin von Finanzminister Jørgen Niclasen, der über 3 Prozent Stimmenanteil verlor. Beide Parteien mussten jeweils zwei Sitze abgeben.
Großer Gewinner dieser Wahl war der sozialdemokratische Javnaðarflokkurin mit Aksel V. Johannesen an der Spitze. Die Partei gewann über 7 Prozent Stimmenanteil hinzu und wurde damit größte Partei. Sie konnte zwei Sitze im Løgting hinzugewinnen. Auch verlief die Wahl für Aksel V. Johannesen persönlich außerordentlich erfolgreich. Er erhielt die höchste Anzahl an persönlichen Stimmen, die jemals ein Politiker bei einer färöischen Parlamentswahl erzielt hatte. Auch die linksrepublikanische Partei Tjóðveldi legte mit mehr als 2 Prozent leicht zu und erhielt einen zusätzlichen Sitz.
Die drei kleineren Parteien, Framsókn, Miðflokkurin und Sjálvstýrisflokkurin, konnten ihre Positionen behaupten, wobei es dem Sjálvstýrisflokkurin gelang, noch einen Sitz hinzuzubekommen.
Kaj Leo Johannesen musste aufgrund des Wahlergebnisses zurücktreten und Aksel V. Johannesen vom Javnaðarflokkurin erhielt den Auftrag zur Führung von Koalitionsverhandlungen sowie Regierungsbildung. Die Verhandlungen führten zur sogenannten CEF-Koalition, benannt nach den Parteibuchstaben von Javnaðarflokkurin, Tjóðveldi und Framsókn. Am 15. September 2015 nahm die neugebildete Landesregierung Aksel V. Johannesen I ihre Arbeit auf.

### Tabellarische Übersicht
An der Wahl beteiligten sich insgesamt sieben Parteien.
| Partei                   | Stimmen | Prozent | Sitze |  |
| ------------------------ | ------- | ------- | ----- |  |
| C - Javnaðarflokkurin    | 8.093   | 25,1    | 8     |  |
| E - Tjóðveldisflokkurin  | 6.691   | 20,7    | 7     |  |
| A - Fólkaflokkurin       | 6.102   | 18,9    | 6     |  |
| B - Sambandsflokkurin    | 6.046   | 18,7    | 6     |  |
| F - Framsókn             | 2.241   | 6,9     | 2     |  |
| H - Miðflokkurin         | 1.779   | 5,5     | 2     |  |
| D - Sjálvstýrisflokkurin | 1.305   | 4,0     | 2     |  |
| Gesamt                   | 32.257  | 100     | 33    |  |